# 埃塞俄比亚劳动人民党组织委员会
埃塞俄比亚劳动人民党组织委员会（羅馬化：ye’ītiyop’iya seratenyochi paritī āderaji komīshini）是埃塞俄比亚历史上的一个政治组织。该组织成立于1979年12月17日，由社会主义埃塞俄比亚临时军政府主席门格斯图·海尔·马里亚姆授意组建，并由他担任该组织的主席。该组织成立的目的是为在埃塞俄比亚筹建一个执政的共产党做准备。在当时埃塞俄比亚没有执政党的情况下，该组织起到临时执政党的作用。1984年9月12日，在该组织的基础上建立埃塞俄比亚工人党.。